# Münster (Hesse)
Münster é um município da Alemanha, situado no distrito de Darmstadt-Dieburg, no estado de Hesse. Tem 20,74 km² de área, e sua população em 2019 foi estimada em 14.689 habitantes.